# 깃랩
깃랩(GitLab)은 깃랩 사(GitLab Inc.)가 개발한 깃 저장소 및 CI/CD, 이슈 추적, 보안성 테스트 등의 기능을 갖춘 웹 기반의 데브옵스 플랫폼으로써, 오픈 소스 라이선스 및 사유 소프트웨어 라이선스를 사용한다. 2019년 기준으로, 깃 저장소와 이슈 추적 기능을 갖춘 유일한 단일 어플리케이션의 (Single Application) 데브옵스 솔루션이다. 시중에 유통되고 있는 많은 데브옵스 솔루션들은 자신들의 특화된 영역 이외는 API를 이용한 연동 만을 제공하지만 깃랩은 단일 어플리케이션으로써 데브옵스의 전 영역의 기능들을 모두 제공하고 있다.
이 소프트웨어는 Dmitriy Zaporozhets와 Valery Sizov(우크라이나 출신)가 개발하였다. 코드는 루비로 작성되었으며, 일부 포팅은 Go로 재작성되었다. 2020년 5월 기준, 이 회사에는 66개국에서 1300여명의 직원과 2,000명 이상의 오픈 소스 기여자들이 있다. 골드만삭스, IBM, 소니, NASA, 알리바바,  스페이스X, 유럽 입자 물리 연구소 등 100,000개 이상의 단체에서 사용되고 있다. 현재 구글 벤처스, 골드만 삭스 등이 주요 투자자로 있으며 기업 가치 27억 달러로 평가 받는 유니콘 기업이다.

## 역사
- 2013년 7월,[10] 이 제품은 다음과 같이 분리되었다:
  - GitLab CE: 커뮤니티 에디션
  - GitLab EE: 엔터프라이즈 에디션

## 기업
- 2014년 실리콘밸리에서 사업화된 이후, 이듬해 와이 콤비네이터를 통해 150만 달러의 시드 펀딩을 받았다.
- 2017년에 Google Ventures로부터 2천만 달러의 시리즈C 펀딩을, 2018년에는 Iconiq 등으로부터 1억 달러 규모의 시리즈D 펀딩을 유치하며 기업가치를 약 11억 달러로 평가받았다.
- 2019년에는 골드만삭스로부터 약 2억7천만 달러의 시리즈E 펀딩을 받으며 기업가치 평가액이 27억 달러로 두배 이상 상승하였다.
- 2020년 11월 나스닥 IPO가 예정되어 있었으나 연기가 발표되었다. 현재 한화 기준 약 3조원의 기업 가치로 유니콘 기업 중 95번째에 위치해 있다.

## 같이 보기
- 협업 소프트웨어
- Gitea
- 쿠버네티스